# Камм, Бесси
Бесси Камм (англ. Bessie Camm; 20 июня 1904 — 11 мая 2018) — британская долгожительница, с 9 июля 2016 по 11 мая 2018 года являвшаяся старейшим живущим верифицированным человеком в Великобритании.

## Биография
Бесси родилась в Стоктон-он-Тис, Англия. Она была первенцем у Джеймса Олдерсона и Харриет Элеоноры Олдерсон. Училась в колледже до квалификации медсестры в 1926 году, подрабатывая в больнице Монтегю в Мексборо. Она вышла замуж за Джона Камма незадолго до начала Второй Мировой Войны.
После войны Камм проработала пять лет медсестрой. Когда-то она ухаживала за Уильямом Хейгом, который позже стал лидером оппозиции в Британском парламенте. После того, как её муж умер в 1972 году, в течение тридцати лет жила в Уоте, Уэст-Йоркшир. В последние годы проживала в доме престарелых в Барнсли, Саут-Йоркшир.